# سنورادی
سنورادی (به لاتین: Senorady) یک منطقهٔ مسکونی در جمهوری چک است که در ناحیه برنو-تسوونتری واقع شده‌است. سنورادی ۹٫۶۷ کیلومتر مربع مساحت و ۴۱۱ نفر جمعیت دارد و ۳۲۵ متر بالاتر از سطح دریا واقع شده‌است.